# Acrolyta stroudi
Acrolyta stroudi är en stekelart som beskrevs av Ian D. Gauld 2003. Acrolyta stroudi ingår i släktet Acrolyta och familjen brokparasitsteklar. Inga underarter finns listade i Catalogue of Life.